# Артемов Олександр Володимирович
Олександр Володимирович Артемов (рос. Александр Владимирович Артёмов; нар. 25 липня 1959, Катеринопіль, Черкаська область, УРСР) — радянський та російський футболіст, захисник. Відомий, насамперед, як гравець калінінградської «Балтики». Один з рекордсменів за кількістю проведених матчів за клуб. Майстер спорту СРСР

## Життєпис
Вихованець СДЮСШОР-5 «Юність» (Калінінград).
У 1979 році, і з 1981 по 1991 рік виступав за калінінградську «Балтику» на позиції центрального захисника. Провів за клуб 375 матчів, забив 15 м'ячів.
Взимку 1992 роки виїхав до Польщі, де виступав за клуб 2-ї ліги «Стоміл».
По завершенні кар'єри повернувся на батьківщину, виступає в ветеранських матчах.

## Досягнення
- Друга ліга СРСР
  -  Чемпіон (1): 1984 (зональний турнір)
  -  Бронзовий призер (1): 1987